# 이가은 (아나운서)
이가은(1992년 5월 8일 ~ )은 대한민국의 전직 연합뉴스TV의 아나운서이다.

## 학력
- 2015년 캘리포니아대학교 버클리캠퍼스 경제학과 졸업

## 경력
- 2018년 ~ 2021년 연합뉴스TV 아나운서실 아나운서